# Marco Salvati
Marco Salvati (Roma, 9 dicembre 1963) è un autore televisivo italiano.

## Biografia
Figlio di Vittorio Salvati (amministratore delegato di Finsiel e presidente Italsiel). Durante il periodo universitario inizia a scrivere sigle per programmi televisivi; la prima è quella di Discoring, nel 1984, a cui fanno seguito fra le altre La notte vola, sigla di Odiens, Liberi liberi e Voci, sigle di Buona Domenica, Trenta ore per la vita. Ha collaborato con Pino Daniele nell'album Non calpestare i fiori nel deserto e Andrea Bocelli.
Nella metà degli anni novanta comincia la sua carriera di autore televisivo per Rai e Mediaset, stringendo in seguito un forte sodalizio con Paolo Bonolis, di cui diventa autore di diversi programmi. Nel quiz Avanti un altro!, condotto da Paolo Bonolis, ha il ruolo di autore e giudice di gara. È soprannominato simpaticamente da Bonolis "Mister Twitter".
Tra i programmi più importanti: la maratona benefica Trenta ore per la vita, Note di Natale, Uno di noi (varietà del sabato sera con Gianni Morandi, Lorella Cuccarini e Paola Cortellesi), Scommettiamo che...?, L'anno che verrà (Capodanno di Rai Uno), Domenica in e Buona Domenica, tre edizioni del reality La talpa di cui è stato uno degli ideatori e tre edizioni del Festival di Sanremo.
Dal 2004 è autore dei maggiori successi di Paolo Bonolis, firmando il Festival di Sanremo 2005 e 2009, Chi ha incastrato Peter Pan?, Ciao Darwin, Il senso della vita, Le Iene presentano: Scherzi a parte  e Avanti un altro!.
Nel 2024 viene nuovamente coinvolto come capo progetto per La Talpa, visto il ritorno in onda del programma.
Da gennaio 2025 entra a far parte del reparto Ricerca e Sviluppo di Mediaset .

## Televisione
- Buona Domenica (Canale 5, 1995-1996)
- Trenta ore per la vita (Canale 5, 1998-2000)
- Olimpiadi di ballo (Rete 4, 1996)
- Campioni di ballo (Rete 4-Canale 5, 1996-1999)
- Note di Natale (Canale 5, 1999-2000)
- I ragazzi irresistibili (Canale 5, 2000-2001)
- La grande occasione (Rai 1, 2000)
- Palermo - La notte della moda (Canale 5, 2001)
- La grande occasione (Rai 3, 2001)
- ModaMare a Taormina (Canale 5, 2001)
- La notte vola (Canale 5, 2001)
- Stelle a quattro zampe (Canale 5, 2001)
- Azzardo (Rai 1, 2002-2003)
- Uno di noi (Rai 1, 2003)
- Festival di Sanremo (Rai 1, 2003, 2005, 2009)
- 48° David di Donatello (Rai 2, 2003)
- Fox Kids Planet Live 2003 (Fox Kids Europe, 2003)
- Il sesto senso (Rai 2, 2003)
- Scommettiamo che...? (Rai 1, 2003)
- L'anno che verrà (Rai 1, 2004)
- La talpa (Rai 2-Italia 1, 2004-2008) (Canale 5 2024)
- Domenica in (Rai 1, 2004-2006)
- A spasso con mamma (Rai 1, 2004)
- Ti fidi di me? (Canale 5, 2005)
- Lo show dei record (Canale 5, 2006)
- Buona Domenica (Canale 5, 2006-2008)
- Azzardo (Italia 1, 2007)
- Canta e vinci (Italia 1, 2008)
- Vuoi ballare con me? (Sky Uno, 2009)
- Chi ha incastrato Peter Pan? (Canale 5, 2009-2010, 2017)
- Ciao Darwin (Canale 5, 2010, 2016, 2019, 2023)
- Wind Music Awards 2010 (Italia 1, 2010)
- Il senso della vita (Canale 5, 2011)
- Attenti a quei due (Rai 1, 2012)
- Avanti un altro! (Canale 5, 2011-in corso)Giurato
- Jump! Stasera mi tuffo (Canale 5, 2013)
- Lo spettacolo dello Sport - I 100 anni del CONI (Rai 1, 2014)
- Le Iene presentano: Scherzi a parte (Canale 5, 2015)
- Expo 2015 - The Opening (Rai 1, 2015)
- Arena di Verona, lo spettacolo sta per iniziare (Canale 5, 2015)
- Nemicamatissima (Rai 1, 2016)
- Music (Canale 5, 2017)
- Sanremo Young (Rai 1, 2018)
- Scherzi a parte (Canale 5, 2018)
- La sai l'ultima? (Canale 5, 2019)
- All Together Now (Canale 5, 2019) Giurato
- Venus Club (Italia 1, 2021)
- Ricerca e Sviluppo MEDIASET (Gennaio 2025)